# Lessertia parviflora
Lessertia parviflora är en ärtväxtart som beskrevs av William Henry Harvey. Lessertia parviflora ingår i släktet Lessertia och familjen ärtväxter. Inga underarter finns listade i Catalogue of Life.